# Plagithmysus dubautianus
Plagithmysus dubautianus là một loài bọ cánh cứng trong họ Cerambycidae.